# Cristidorsa otai
Cristidorsa otai — вид ігуаноподібних ящірок родини агамових (Agamidae). Ендемік Індії. Вид названий на честь японського герпетолога Хідетоші Оти.

## Опис
Довжина самців Cristidorsa otai (без врахування хвоста) становить 46,1 мм, самиць — 52,2-58,7 мм.

## Поширення і екологія
Cristidorsa otai відомі з типової місцевості, розташованої в окрузі Лунглеі в центральній частині штату Мізорам у Північно-Східній Індії, на висоті 1365 м над рівнем моря. Вони живуть у вічнозелених тропічних лісах.